# Merton Hodge
Merton Emerton Hodge (Poverty Bay, 28 de março de 1903 - Dunedin, 9 de outubro de 1958) foi um dramaturgo, ator e médico neozelandês.
Hodge estudou na Otago Medical School, em 1925, e graduou-se em 1928 (MB, Ch.B), com pós-graduação na Universidade de Edimburgo. Mesmo exercendo o trabalho de médico, demonstrou interesse pelo teatro e escreveu diversas peças ao longo de sua vida.
Cometeu suicído por afogamento em 1958.

## Peças
- The Wind and the rain, St Martin's Theatre, 1933, 1934, 1935;
- Grief goes over, Globe Theatre, 1935;
- Men in white (anglicised form), Lyric Theatre, 1935;
- The Orchard walls, St James Theatre, 1937;
- The Island, Comedy Theatre, 1938;
- Story of an African farm, New Theatre (do romance de Olive Schreiner), 1938;
- To Whom we belong, Q Theatre, 1939;
- Once there was music, Q Theatre, 1942;